# Шекспир фестивал
Шекспир фестивал је интернационални позоришни фестивал основан 2014. године чији се главни програм одржава у вили Станковић, у Чортановцима.

## Идеја и програм фестивала
Програм фестивала чине савремене светске продукције Шекспирових дела.
Идеја фестивала је да негује дела највећег светског драмског ствараоца представљањем атрактивног позоришног програма под ведрим небом, како је то било и у Шекспирово време.

## Оснивање Шекспир фестивала
Оснивање Шекспир фестивала у Србији иницирао је редитељ Никита Миливојевић након премијере његове представе „Хенри VI” у чувеном Глоб театру у Лондону у мају 2012. године. Вођен је жељом да публици открије Шекспира на нов начин.

## О оснивачу Шекспир фестивала
Никита Миливојевић  је српски позоришни редитељ рођен 1961. године у Инђији.
Режирао је у Грчкој, Шведској, Словенији, Македонији, Турској,
, Италији, САД, у Шекспировом Глоб театру, и у Србији. Написао је сценарио и режирао филм "Јелена, Катарина, Марија".
Предаје на новосадском Универзитету уметности на катедри за глуму и режију.
Добитник је свих релевантних позоришних признања за режију у својој земљи: награде Бојан Ступица, више Стеријиних награда за режију, Битефове награде, критике позоришног часописа Сцена, годишњих награда: Народног позоришта Београд, Југословенског драмског позоришта, Града-театара Будва, Народног позоришта Љубиша Јовановић Шабац, и многих других на фестивалима у Крагујевацу, Вршацу, Шабацу, Новом Саду, Скопљу.
Добитник је Стеријине награде за позоришну представу "Бановиц Страхиња" Борислава Михајловица Михиза, за коју је адаптирао текст.

## Важни датуми
2014. године Шекспир фестивал је према листи Агенције Бета проглашен за један од десет најзначајнијих догађаја у култури Србије.
2015. године фестивал постаје део Европске мреже Шекспир фестивала. Исте године фестивал има и своју прву сопствену продукцију (В. Шекспир; "Перикле", режија Никита Миливојевић / продукција Шекспир фестивал, Шабачко позориште, Центар за развој визуелне културе Нови Сад) са којом осваја 15 награда на позоришим фестивалима Србије и региона.
2016. године фестивал отвара Шекспиров Глоб из Лондона представом “Два витеза из Вероне” и  писмом једног од најзначајнијих редитеља 
20. века Питера Брука које је упућено фестивалу.
2017. године програм фестивала обележило је гостовање трупе Tang Shu Wing Theatre Studio из Хонг Конга (Кина) са представом "Магбет".
2018. године јубиларни, пети фестивал бележи највећу посећеност (oko 3.000 гледалаца).
2019. године фестивал добија признање Европске асоцијације фестивала за изузетне уметничке фестивале у Европи (EFFE Label 2019/20).

## Гости Шекспир фестивала
Гости Шекспир фестивала у Србији била су  позоришта из Велике Британије, САД, Грчке, Грузије, Белорусије, Ирана, Индије, Португала, Македоније, Словеније, Кине ...

## Писмо подршке
Tрећи по реду Шекспир фестивал је отворен писмом Питера Брука, једног од најзначајнијих редитеља 20 века.
На позив директора и оснивача Шекспир фестивала, редитеља Никите Миливојевића, Брук је написао писмо подршке Фестивалу. У свом писму он, између осталог, каже да је Шекспир феномен, „као што је то рецимо Сунце или Месец… Сви покушаји да га у потпуности протумачите чине се детињасти и глупи… Потребна нам је помоћ да испратимо шта други покушавају. Из тог разлога Шекспиров фестивал има огроман значај“...

## Локације одржавања Шекспир фестивала
- Вила Станковић - Чортановци

Државна резиденција Вила Станковић, у којој се одржава главни програм Шекспир фестивала, налази се на Фрушкој гори у насељу Чортановци (општина Инђија). Идеја Никите Миливојевића је била да се фестивал одржава под ведрим небом а вила станковић Никита Миливојевић  је био вођен идејом да се Вила Станковић, учини атрактивним културно-туристичким местом.
Вилу је 1930. године подигао др Раденко Станковић (1880, Лесковица; Банат – Београд, 1956), оснивач и професор Медицинског факултета у Србији, министар просвете у време владавине краља Александра I Карађорђевића а потом, након убиства краља Александра 1934. године, и краљевски намесник Петра II Карађорђевића. Подигнута на прелепом месту са кога се пружа величанствен поглед на Дунав, Банат и Бачку, Вила Станковић и данас представља једну од најлепших летњих резиденција у Србији. Данас је Вила Станковић у надлежности Владе АП Војводине.
- Позоришту младих - Нови Сад
- Итака арт центар - Инђија
- Академија уметности - Нови Сад
- Културни центар - Нови Сад
- Културни центар - Инђија
- Мало позориште "Душко Радовић" - Београд

## Хронологија

### 1. Шекспир фестивал 2014.
Шекспир фестивал 2014. одржан је од 19. до 25. јуна у Вили Станковић (Чортановци, Инђија), Позоришту младих (Нови Сад), Итака арт центру (Инђија), Културном центру Инђија и Културном центру Новог Сада.
На фестивалу су били присутни театри из Енглеске, Америке, Грузије, Грчке, Словеније, Србије. Чувени Глобе театар из Лондона је отворио фестивал представом "Хамлет".
Главни програм:
- Глоб театар (Лондон, Велика Британија) - „Хамлет“; режија Доминик Дромгул и Бил Бакхурст
- Државно драмско позориште Коте Марџанишвили (Тбилиси, Грузија) - "Како вам драго"; режија Леван Цуладзе
- Местно гледалишче љубљанско(Љубљана, Словенија) - "Укроћена горопад"; режија: Ања Суша
- Народно позориште у Београду и Фонд Лаза Костић (Београд, Србија) / Глоб театар (Лондон, Велика Британија)- "Хенри VI"; rежија: Никита Миливојевић
- Позоришна трупа Рaјска птица (Атина, Грчка) - "Ромео и Јулија за двоје"; режија, адаптација и кореографија Костас Гакис, Атина Мустака и Константинос Бибис
- Нина Салинен (Хелсинки, Финска / Лос Анђелес, САД) - "Сироти сироти Лир"; концепт и текст: Нина Салинен и Катја Крон; режија: Катја Крон
- Академија уметности Нови Сад(Нови Сад, Србија) - "Музеј Шекспир"; студенти друге године глуме и режије у класи проф. Никите Миливојевића; Асистенти: Борис Лијешевић и Јелена Ђулвезан

Пратећи програм:
- Гиа Форакис(Њујорк, САД) "Једна мисао, један покрет" - радионица за студенте
- Пројекција документарног филма Пелина Есмера "Представа"; разговор са екипом филма и Том Бирдом (Глоб театар, Лондон)

### 2. Шекспир фестивал 2015.
Шекспир фестивал 2015. одржан је од 25. до 30. јуна у Вили Станковић (Чортановци, Инђија), Српском народном позоришту (Нови Сад), Итака арт центру (Инђија), Културном центру Инђија, Академији уметности Нови Сад и Културном центру Новог Сада.
Главни програм:
- Итака арт центар (Инђија) / Шабачко позориште (Шабац) / Центар за развој визуелне културе (Нови Сад) - "Перикле"; режија Никита Миливојевић
- Позоришна трупа Каталонија (Техеран, Иран) - "Макбет"; режија Хосејн Ношир
- Белоруско слободно позориште(Минск, Белорусија/Лондон, Велика Британија) - "Краљ Лир"; режија Владимир Шчербањ
- Народно позориште Битољ (Македонија) "Отело"; режија Дијего де Бреа

Пратећи програм:
- Милан Драгичевић (Масачусетс универзитет, САД) - "Магија речи, храброст и моћ убеђивања шексипиријанског позоришта"; радионица за студенте
- Гимназија Исидора Секулић (Школски театар на енглеском језику / Нови Сад, Србија) - "Како вам драго"; адаптација текста и режија Босиљка Трифуновић Верначки
- Шекспир Орсона Велса -  Пројекције филмова Орсона Велса рађених према делима Вилијама Шекспира ("Магбет", "Отело" и "Поноћна звона") са предавањем Александра Ердељановића, управника Архива Југословенске кинотеке.

### 3. Шекспир фестивал2016.
Шекспир фестивал 2016. одржан је од 29. јуна до 6. јула у Вили Станковић (Чортановци, Инђија), Итака арт центру (Инђија), Академији уметности Нови Сад и Културном центру Новог Сада.
Главни програм:
- Глоб театар(Лондон, Велика Британија) - "Два витеза из Вероне"; режија Ник Бегнал
- Позоришна група "Ц Као циркус" (Атина, Грчка) - "Мера за меру"; режија Ц фор Цирцус
- Марија Жоао/Огре (Лисабон, Португалија) - "Песме за Шекспира"; режија Жоао Фариња
- Компани театар (Мумбај, Индија) - "Богојављенска ноћ"; режија Атул Кумар
- Итака арт центар (Инђија) / Шабачко позориште (Шабац) / Центар за развој визуелне културе (Нови Сад) - "Перикле"; режија Никита Миливојевић

Пратећи програм:
- Оливије и Шекспир / Пројекције филмова Лоренса Оливијеа рађених према делима Вилијама Шекспира ("Хенри В", "Хамлет" и "Ричард III") са предавањем Александра Ердељановића, управника Архива Југословенске кинотеке
- Академија уметности Нови Сад(Нови Сад, Србија) - "Макбет"; студенти друге године глуме и режије у класи проф. Јасне Ђуричић
- Академија лепих уметности Тодорис (Београд, Србија) - "Бити или не бити"; студенти III године глуме у класи проф. Божидара Ђуровића / Хаџи Ненада Маричића

### 4. Шекспир фестивал2017.
Шекспир фестивал 2017. одржан је од 30. јуна до 4. јула у Вили Станковић (Чортановци, Инђија), Српском народном позоришту (Нови Сад), Итака арт центру (Инђија) и Културном центру Новог Сада.
Главни програм:
- Итака арт центар (Инђија) / Шабачко позориште (Шабац) / Центар за развој визуелне културе (Нови Сад) - "Перикле"; режија Никита Миливојевић
- Parabolla (Лондон, Велика Британија) - "Хенри V"(Човек и владар); режија Филип Пар
- Tang shu wing theatre studio (Хонг Конг, Кина) - "Макбет"; режија Танг Шу Вин

Пратећи програм:
- Куросава и Шекспир / Пројекције филмова Акира Куросаве рађених према делима Вилијама Шекспира ("Крвави престо" и "Ран") са предавањем Александра Ердељановића, управника Архива Југословенске кинотеке

### 5. Шекспир фестивал2018.
Шекспир фестивал 2018. одржан је од 28. јуна до 3. јула у Вили Станковић (Чортановци, Инђија), Српском народном позоришту (Нови Сад), Академији уметности Нови Сад, Малом позоришту "Душко Радовић" (Београд).
Главни програм:
- Загребачко казалиште младих (Загреб, Хрватска) - "Тит Андроник"; режија Игор Вук Торбица
- Dreams Come True (Швајцарска, Француска, Шпанија) - "Молим, наставите (Хамлат)"; концепт Roger Bernat и Yan Duyvendak
- Q Brothers (Чикаго, САД) - "Q GENTS (Два витеза из Вероне)"; текст и режија Q Brothers
- Shakespeare Company Berlin (Берлин, Немачка) - "Млетачки трговац"; режија Michael Günther

Пратећи програм:
"Шекспир за велику децу" 
- Мало позориште Душко Радовић (Београд, Србија) - "Бура"; режија Никита Миливојевић
- Thesis theatre companny (Атина, Грчка) Сан летње ноћи (режија: Мицхалис Сионас)
- The handelebards  (Орел, Велика Британија) "Ромео и Јулија" (режија: Нел Цроуцх)
- Add-RAP-tation радионица "The Q Brothers" (Чикаго, САД)
- Академија уметности Нови Сад (Нови Сад, Србија) - "Shakespere tribute band/Shakespere party"; режија Никита Миливојевић

### 6. Шекспир фестивал2019.
Шекспир фестивал 2019. одржан је од 27. јуна до 3. јула у Вили Станковић (Чортановци, Инђија), Српском народном позоришту (Нови Сад), Културном центру Новог Сада.
Главни програм:
- Градско драмско казалиште Гавела (Загреб, Хрватска) - "Ричард III"; режија Александар Поповски
- Шeкспир фестивал (Инђија, Србија) - "Мој Шекспир", концепт Никита Миливојевић
- Theatre  national de Nice (Ница, Француска) - "Бура"; режија Ирина Броок
- Bridge house theatre Se20 (Лондон, Велика Британија) - "Богојављанска ноћ"; режија Guy Retallack

Пратећи програм:
- Шeкспир фестивал / Позоришни музеј Војводине (Нови Сад) - Изложба "Шекспирова позорница Јоце Савића"
- Шeкспир фестивал / Артфракција (Инђија) - Master class Никите Миливојевића "Шекспир за почетнике"
- Шeкспир фестивал / Позоришни музеј Војводине (Нови Сад) - Трибина "Шекспирова позорница Јоце Савића"
- Шeкспир фестивал / Културни центар Новог Сада -  Премијера филма "Све је истина"; режија Кенет Брана

### 7. Шекспир фестивал2020.
Шекспир фестивал 2020. одржан је од 12. до 16. септембра 2020. године у Вили Станковић (Чортановци, Инђија).
Програм:
- Гудачки квартет Београдске филхармоније (Београд) - "Шекспир и Бетовен"
- Народно позориште Ниш (Ниш) / Крушевачко позориште (Крушевац)/Nišville Jazz театар фестивал (Ниш) - "Како вам драго"; Концепт Никита Миливојевић
- Шабачко позориште (Шабац) - Два витеза из Вероне Режија: Миа Кнежевић
- Српско народно позориште (Нови Сад) - "Розенкранц и Гилденстерн су мртви"; режија Игор Павловић
- Шекспир фестивал - "Мој Шекспир"; концепт Никита Миливојевић

## Пријатељи фестивала
Покровитељи фестивала: AП Војводина - Покрајинска влада; Општина Инђија; Министарство културе и информидсања Републике Србије; Град нови Сад;UNIQA осигурање; MTS.
Партнери Фестивала: 
Партнери фестивала: Српско народно позориште; Академија уметности у Новом Саду; АртФракција (инђија); Европски покрет у Србији;  Балканкулт; Tradenique; Атеље вина Шапат (Стари Сланкамен).

## Галерија
- Вила Станковић
- Вила Станковић
- Вила Станковић
- Вила Станковић
- Вила Станковић - сцена
- Вила Станковић
- Вила Станковић
- Вила Станковић - сцена
- Сцена